# Les Coronados
Les Coronados est un groupe de garage rock français. Formé en 1979, le groupe publie un premier album studio, intitulé N’importe quoi… Mais pas n’importe comment en 1984, qui est suivi par Un lustre en 1989. Ce dernier remporte le succès critique, mais le groupe se sépare la même année.

## Biographie
Le groupe est formé en 1979. Les Coronados reprennent leur nom d'une guitare électrique Fender, et s'inspirent du garage rock, de la musique pop rock et du rhythm and blues. Ses influences sont à rechercher du côté de Buddy Holly, des Kinks, de Captain Beefheart et des Sonics. 
Leur premier EP, l'homonyme Les Coronados, sorti en 1981, devient rapidement un objet de culte chez les passionnés de rock. Il comprend la face B Elle m'attend tous les soirs, « brouillon garage ultime que des myriades de cousins de province en chemises barracudesques vont dupliquer avec plus ou moins de style », pour Télérama. Il est suivi d'un deuxième EP, en 1982, intitulé Voix blanches et idées noires, dont une reprise de Zig Zag Wanderer de Captain Beefheart.
En 1984, ils publient leur premier album, N’importe quoi… Mais pas n’importe comment, chez Romance Records. Dominique Especel décide de quitter le groupe sans raison apparente. C’est donc en formation serrée et sur trois ans que se boucle Un lustre. Leur deuxième album studio, Un lustre, est publié en 1989, et reçoit un accueil critique très favorable ; cependant, les ventes ne suivent pas. Avec Christophe Laménière, le trio réussit à enregistrer trois nouveaux morceaux au studio Pathé Marconi à Boulogne-Billancourt. Yves Calvez tentera d'attirer les maisons de disques, sans succès, événement qui signe la séparation du groupe.
Après leur séparation, Bernard Lepesant joue avec Dilip Magnifique dans les Wysiwyg, et produira un album du groupe Blutt, sorti en 2008. Dilip Magnifique, lui, joue au sein du groupe local One Arm.

## Postérité
Sur leur album Chauds, sales et humides, Les Wampas font une reprise de Revanche, titre des Coronados figurant sur leur premier album.
Collectionneur maniaque a également été repris par mEgWELL sur la cassette "Art fuck for all" en 1996.

## Membres
- Bernard Lepesant - chant, guitare
- Dominique Especel - guitare
- Yves Calvez - basse
- Berko - batterie
- Dilip Magnifique - batterie

## Discographie

### Albums studio
- 1984 : N’importe quoi… Mais pas n’importe comment (Romance Records)
- 1989 : Un lustre (Musidisc), réédité en 2019 par Mono-Tone Records

### Singles et EP
- 1981 : Les Coronados (autoproduction)
- 1982 : Voix blanches et idées noires (Celluloïd)